# Source Solde
Source Solde est un projet informatique lancé en 2013 par le ministère de la défense français afin de calculer et payer la rémunération de ses militaires d'active et de la réserve opérationnelle de premier niveau (RO1). Son entrée en service opérationnel est prévue en 2019. Il s'agissait en premier lieu de ne disposer que d'un logiciel unique pour remplacer les différents systèmes en place. Par ailleurs, les défaillances constatées sur l'un des systèmes de paye précédent (Louvois) nécessitaient un renouvellement par un système plus robuste..
En mai 2019, la Marine bascule vers Source Solde, en avril 2020 c'est le tour de l'armée de Terre, et enfin, en janvier 2021, l'armée de l'Air et l'Espace et le Service de santé des armées. 
Source Solde devient dès lors le logiciel unique de paye de l'armée française.